# Harry Haft
Harry Haft, także: Herszel Haft (ur. jako Hercka Haft 28 lipca 1925 w Bełchatowie, zm. 3 listopada 2007 w Pembroke Pines) – polski Żyd, w czasie II wojny światowej więzień obozu koncentracyjnego Auschwitz-Birkenau, przez krótki okres po wojnie zawodowy bokser w Niemczech, a później, w latach 1948–1949, w Stanach Zjednoczonych.

## Życiorys
Urodził się 28 lipca 1925 roku w Bełchatowie jako ósme dziecko w biednej żydowskiej rodzinie. W 1941 roku jako szesnastolatek trafił do obozu koncentracyjnego Auschwitz-Birkenau, skąd, po około dwóch latach, przewieziono go do znajdującego się w Jaworznie, podległego Auschwitz-Birkenau przykopalnianego obozu Arbeitslager „NeuDachs” nr 147. W jaworznickim obozie brał udział w brutalnych walkach na gołe pięści pomiędzy więźniami, organizowanych dla rozrywki przez SS-manów i obserwowanych przez tłumy gapiów – przede wszystkim członków personelu obozu, niekiedy też przez przyjezdnych gości. Walki te odbywały się z udziałem sędziego i trwały do momentu, gdy jeden z uczestników nie mógł już ustać na nogach, a porażka na ringu zazwyczaj kończyła się egzekucją. Przez kilka miesięcy z rzędu, w każdą niedzielę Haft mierzył się z trzema lub czterema przeciwnikami. Wygrał wszystkie walki, których stoczył, zgodnie z podawanymi po latach przez jego syna Alana Scotta szacunkami, 76 (inne źródła podają z kolei liczbę 75 walk).
Dzięki swej skuteczności w pojedynkach dostał od obozowych strażników przydomek „żydowska bestia”. Podczas pobytu w obozie nawiązał kontakt z jednym ze strażników, Schneiderem, dla którego wykonywał różne prace (Schneider nazywał go „swoim osobistym robotnikiem”), a w zamian otrzymywał jedzenie, alkohol i opiekę lekarską.
W kwietniu 1945 roku Haft opuścił obóz w ramach ewakuacji przeprowadzonej w formie tzw. marszu śmierci. Będąc już na terytorium Niemiec, uciekł z grupy więźniów z kilkoma towarzyszami w przebraniu oficera Wehrmachtu, którego wcześniej zabił, zdobywając w ten sposób mundur i broń. Uciekinierzy, pełni strachu i głodni, ukrywali się w lesie. Jak sam Haft po latach wspominał, pewnego dnia musieli zabić cywilów, u których się zatrzymali, obawiając się ewentualnej denuncjacji.
Po II wojnie światowej przez kilka miesięcy przebywał w Austrii, w obozie dla dipisów (od DP – Displaced Persons, jak określano byłych więźniów i jeńców niemieckich obozów, którzy po wojnie nie powrócili do swego kraju oraz zdani byli na pomoc aliantów m.in. w kwestii aprowizacji). Później trafił do Niemiec, gdzie przebywał w różnych obozach przejściowych. W styczniu 1946 roku zwyciężył w zorganizowanych przez armię amerykańską Żydowskich Mistrzostwach Bokserskich w Monachium. Za zwycięstwo w tym turnieju otrzymał od generała Luciusa Claya brązową statuetkę Apollona.
W połowie 1946 roku Haft wyjechał do Stanów Zjednoczonych, gdzie zamieszkał w Nowym Jorku i kontynuował karierę bokserską na poziomie zawodowym. Swoją pierwszą zawodową walkę w USA stoczył 6 sierpnia 1948 roku z Jimmym Lettym, wygrywając przez KO. Do końca 1948 roku stoczył jeszcze 9 walk, wszystkie zakończone zwycięstwem. Pierwszą porażkę zanotował 5 stycznia 1949 roku w swojej 11. walce, w której jego przeciwnikiem był rutynowany Irlandczyk Pat O’Connor. 28 marca 1949 roku w Miami przegrał przez TKO w dziewiątej rundzie pojedynek ze znanym polskim bokserem, Henrykiem Chmielewskim. 18 lipca 1949 roku w Providence, Haft, mając za sobą 19 zawodowych walk, skrzyżował rękawice z niepokonanym w całej karierze Rockym Marciano (bilans 49-0-0, 43 KO). Walka zakończyła się dla Hafta nokautem w trzeciej rundzie, w wyniku kombinacji ciosów w brzuch i szczękę. Niedługo po niej porzucił boks. Jego ostateczny bilans walk na zawodowym ringu wynosi 12-8-0, 7 KO.
W 1950 roku ożenił się z Miriam Wolsoniker, z którą miał trójkę dzieci: synów Alana Scotta i Martina oraz córkę Helen. Po zakończeniu kariery bokserskiej pracował jako kapelusznik w fabryce na Manhattanie, był zawodowym kierowcą, a także prowadził osiem sklepów z owocami na targu przy Washington Heights. Po przejściu na emeryturę przeniósł się na Florydę, gdzie zamieszkał w Pembroke Pines. W kwietniu 2007 roku został wprowadzony do National Jewish Sports Hall of Fame and Museum – mieszczącej się w Commack instytucji honorującej wybitnych sportowców pochodzenia żydowskiego. Zmarł na nowotwór 3 listopada 2007 roku w Pembroke Pines.

## Odniesienia w kulturze
- W 2003 roku najstarszy syn Harry’ego Hafta, Alan Scott, opisał jego losy w książce Harry Haft: Auschwitz Survivor, Challenger of Rocky Marciano, wydanej trzy lata później przez Uniwersytet w Syracuse[3] (polskie wydanie Harry Haft. Historia boksera z Bełchatowa. Od piekła Auschwitz do walki z Rockym Marciano, Znak, 2019, ISBN 978-83-8135-015-0).
- W 2010 roku polski raper Clint stworzył będący hołdem dla Hafta utwór pod tytułem „Harry Haft”[3].
- Barry Levinson nakręcił poświęcony Haftowi film biograficzny The Survivor, w którym główną rolę zagrał Ben Foster[8]. Film ten miał premierę we wrześniu 2021 roku na Międzynarodowym Festiwalu Filmowym w Toronto, z kolei 27 kwietnia 2022 roku pojawił się w serwisie strumieniowym HBO Max[9][10].